# Filip Pyrochta
Filip Pyrochta (24. června 1996, Třebíč) je český hokejový obránce. Do roku 2018 hrál za klub Bílí Tygři Liberec, v témže roce pak podepsal smlouvu s týmem NHL Nashville Predators, ale nakonec se do A-týmu nedostal a hrál v nižších ligách.

## Kariéra
V roce 2017 dvakrát nastoupil za českou hokejovou reprezentaci v srpnovém dvojzápase proti Slovensku. Po jeho velmi úspěšném Play-Off v sezóně 2017/18, kdy se svými Tygry vypadl ve čtvrtfinále s týmem Mountfield HK, získal pozvánku na přípravu s Českou reprezentací, aby se probojoval na Mistrovství světa v ledním hokeji 2018, kdy v 10 zápasech posbíral 2 asistence a na MS se však do Kodaně nedostal do sestavy. V mládežnické reprezentaci patřil mezi velké talenty ročníku 1996 a také s nimi získal stříbrnou medaili z mistrovství světa v ledním hokeji do 18 let 2014. V roce 2018 podepsal smlouvu s Nashvillem Predators a přestoupil na farmu týmu Predators Milwaukee Admirals. V létě 2019 přestoupil do brněnské Komety. V létě roku 2021 odešel do finského klubu SaiPa, podepsal roční smlouvu s opcí. Na sezonu 2023/24 se vrátil zpět do české extraligy, když si ho do svých služeb najala Mladá Boleslav.

## Ocenění a úspěchy
- 2012 ČHL-16 – Nejlepší střelec mezi obránci
- 2012 ČHL-16 – Nejproduktivnější obránce
- 2014 ČHL-18 – Nejlepší hráč v pobytu na ledě v playoff
- 2014 MS-18 – Top tří nejlepších hráčů v týmu

## Prvenství
- Debut v ČHL – 20. září 2016 (Bílí Tygři Liberec proti HC Škoda Plzeň)
- První gól v ČHL – 20. září 2016 (Bílí Tygři Liberec proti HC Škoda Plzeň, českému brankáři Matěju Machovskému)
- První asistence v ČHL – 1. prosince 2016 (Bílí Tygři Liberec proti BK Mladá Boleslav)

## Statistiky kariéry
| Sezóna      | Klub                   | Soutěž      |     | Základní část | Základní část | Základní část | Základní část | Základní část |   | Play off | Play off | Play off | Play off | Play off |
| Sezóna      | Klub                   | Soutěž      | Z   | G             | A             | B             | TM            | Z             | G | A        | B        | TM       |          |          |
| 2012/13     | HC Benátky nad Jizerou | 1. ČHL      | 1   | 0             | 0             | 0             | 2             | —             | — | —        | —        | —        |          |          |
| 2013/14     | Bílí Tygři Liberec     | ČHL-18      | 0   | 0             | 0             | 0             | 0             | 6             | 3 | 3        | 6        | 4        |          |          |
| 2013/14     | Bílí Tygři Liberec     | ČHL-20      | 11  | 3             | 9             | 12            | 6             | 4             | 1 | 1        | 2        | 22       |          |          |
| 2013/14     | HC Benátky nad Jizerou | 1. ČHL      | 38  | 1             | 5             | 6             | 26            | 6             | 0 | 0        | 0        | 4        |          |          |
| 2014/15     | Victoriaville Tigres   | QMJHL       | 68  | 9             | 22            | 31            | 39            | 4             | 0 | 1        | 1        | 2        |          |          |
| 2015/16     | Victoriaville Tigres   | QMJHL       | 30  | 1             | 14            | 15            | 14            | —             | — | —        | —        | —        |          |          |
| 2015/16     | Val-d'Or Foreurs       | QMJHL       | 31  | 3             | 11            | 14            | 8             | 6             | 0 | 1        | 1        | 0        |          |          |
| 2016/17     | Bílí Tygři Liberec     | ČHL         | 43  | 2             | 4             | 6             | 10            | 11            | 0 | 1        | 1        | 0        |          |          |
| 2016/17     | HC Benátky nad Jizerou | 1. ČHL      | 22  | 5             | 7             | 12            | 18            | —             | — | —        | —        | —        |          |          |
| 2017/18     | Bílí Tygři Liberec     | ČHL         | 42  | 3             | 9             | 12            | 20            | 10            | 0 | 8        | 8        | 2        |          |          |
| 2017/18     | HC Benátky nad Jizerou | 1. ČHL      | 12  | 3             | 4             | 7             | 44            | —             | — | —        | —        | —        |          |          |
| 2018/19     | Milwaukee Admirals     | AHL         | 30  | 0             | 4             | 4             | 0             | —             | — | —        | —        | —        |          |          |
| 2018/19     | Atlanta Gladiators     | ECHL        | 21  | 2             | 7             | 9             | 8             | —             | — | —        | —        | —        |          |          |
| 2019/20     | HC Kometa Brno         | ČHL         | 50  | 3             | 13            | 16            | 10            | —             | — | —        | —        | —        |          |          |
| 2020/21     | HC Kometa Brno         | ČHL         | 23  | 0             | 3             | 3             | 2             | —             | — | —        | —        | —        |          |          |
| 2020/21     | HC Vítkovice Ridera    | ČHL         | 25  | 2             | 8             | 10            | 16            | 5             | 0 | 0        | 0        | 0        |          |          |
| 2021/22     | SaiPa                  | Liiga       | 43  | 1             | 7             | 8             | 10            | —             | — | —        | —        | —        |          |          |
| 2021/22     | Luleå HF               | SHL         | 13  | 1             | 1             | 2             | 2             | 17            | 0 | 1        | 1        | 4        |          |          |
| 2022/23     | Luleå HF               | SHL         | 52  | 2             | 4             | 6             | 6             | 10            | 1 | 1        | 2        | 2        |          |          |
| 2023/24     | BK Mladá Boleslav      | ČHL         | 52  | 5             | 23            | 28            | 12            | —             | — | —        | —        | —        |          |          |
| 2024/25     | BK Mladá Boleslav      | ČHL         | 50  | 6             | 21            | 27            | 12            | 11            | 2 | 1        | 3        | 2        |          |          |
| ČHL celkově | ČHL celkově            | ČHL celkově | 285 | 21            | 81            | 102           | 82            | 37            | 2 | 10       | 12       | 8        |          |          |

## Reprezentace
| Rok                       | Tým                       | Soutěž                    | Z  | G | A | B | TM |
| ------------------------- | ------------------------- | ------------------------- | -- | - | - | - | -- |
| 2013                      | Česko 18                  | MS-18                     | 5  | 0 | 1 | 1 | 2  |
| 2014                      | Česko 18                  | MS-18                     | 7  | 1 | 2 | 3 | 0  |
| 2025                      | Česko                     | MS                        | 8  | 1 | 2 | 3 | 0  |
| Juniorská kariéra celkově | Juniorská kariéra celkově | Juniorská kariéra celkově | 12 | 1 | 3 | 4 | 2  |
| Seniorská kariéra celkově | Seniorská kariéra celkově | Seniorská kariéra celkově | 8  | 1 | 2 | 3 | 0  |